# Напарник (дайвинг)

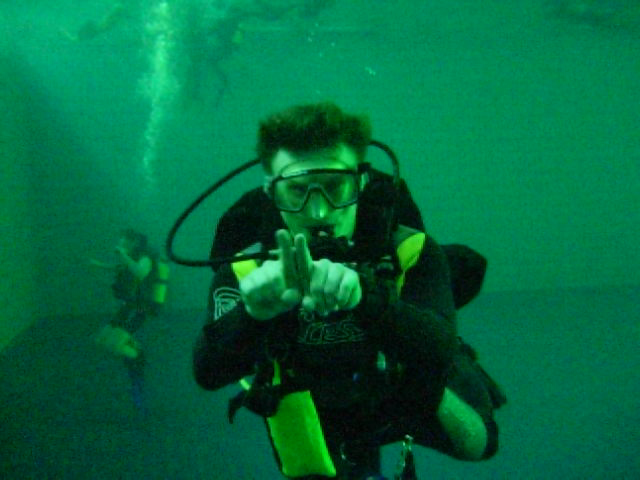
Подводный сигнал. Указательные пальцы, прижатые друг к другу. «Идёте вместе», «Вы — напарники».

Напа́рник, ба́дди (англ. buddy — друг, приятель) — партнёр по плаванию с аквалангом.
Современные погружения, как правило, не осуществляются в одиночку (иначе это называется соло-дайвинг). Это правило было введено во многих федерациях по подводному плаванию, в целях обеспечения безопасности ныряльщиков.
Напарниками могут быть как люди, назначенные непосредственно перед погружением, так и сложившиеся пары аквалангистов. В задачи напарников входит взаимостраховка, контроль за остатком дыхательной смеси в течение погружения, оказание экстренной помощи друг другу.

## Правила и рекомендации
- Во время погружения, напарники должны находиться друг от друга на таком расстоянии, чтобы иметь возможность, в случае аварийной ситуации, незамедлительно оказать помощь друг другу.
- Напарники должны находиться на одной глубине, двигаться с одной скоростью, и всегда иметь возможность контролировать состояние оборудования и здоровья друг друга.
- Напарники должны всегда знать, какое количество воздуха осталось в баллонах, и иметь визуальный контакт.
- Хорошим тоном считается, если вы наблюдаете напарника, только повернув в его сторону голову.
- В случае если один из напарников по каким-то причинам отстал от группы, второй напарник ни в коем случае не должен пытаться её догнать. Лучше выйти вдвоём, чем остаться под водой в одиночку. Если найти группу оказывается невозможным — вместе завершить погружение (немедленно осуществить всплытие и выход на поверхность c выполнением всех декомпрессионных обязательств).
- В случае возникновения экстренной ситуации всплытие на поверхность осуществляется обоими напарниками с соблюдением всех мер безопасности.
- Напарники ни в коем случае не должны покидать друг друга под водой. В случае утери контакта производится взаимный поиск в течение минуты. Если он не увенчался успехом — производится всплытие.